# Bojongsari (Tirtamulya)
Bojongsari is een bestuurslaag in het regentschap Karawang van de provincie West-Java, Indonesië. Bojongsari telt 3014 inwoners (volkstelling 2010).